# Orbit@home
Orbit@home war ein auf der BOINC-Infrastruktur aufsetzendes Verteiltes-Rechnen-Projekt, mit dessen Hilfe Gefahren analysiert werden sollten, welche von erdnahen Objekten (oder auch „Erdbahnkreuzer“ genannt) ausgehen können. Bei diesen erdnahen Objekten handelt es sich zum Beispiel um Asteroiden oder Kometen, welche die Erde in einem relativ geringen Abstand passieren und damit, durch einen möglichen Einschlag, eine erhebliche Gefahr darstellen können.

## Geschichte
Das Orbit@home-Projekt begann am 15. Juni 2005 mit der (Pre)-Alphatest-Phase. Fast einen Monat später, am 5. Juli 2005, wurden bereits etwas mehr als 1000 angemeldete Teilnehmer gezählt.
Das Orbit@home-Programm für BOINC sollte dann eigentlich ab August 2005 allgemein verfügbar sein und auch entsprechende Arbeitseinheiten ausgeliefert werden. Die Erstellung weiterer Teilnehmerkonten wurde jedoch ab Mitte 2005 deaktiviert.
Am 26. Februar 2007 wurde die Betatest-Phase des Projektes eingeleitet und die Anmeldung neuer Teilnehmer wieder aktiviert. Seitdem sollen, neben der bisher unterstützten Version für Linux, auch die Plattformen Windows und Macintosh unterstützt werden.
Im Jahr 2008 wurde bekannt gegeben, dass die Übersetzung (Portierung) auf die Windows-Plattform – welche auf der freien Software ORSA basiert – bereit sei und dass die Übersetzung für die Macintosh-Plattform (macOS) begonnen wird.
Im Jahr 2009 wurde eine Simulation abgeschlossen, bei welcher unter anderem mit einer künstlichen Bevölkerung von erdnahen Objekten getestet wurde, wie effizient die verwendeten Suchstrategien sind.
Seit September 2010 verwendete Orbit@home echte Daten von auf erdnahe Objekte spezialisierten Durchmusterungen.

## Weitere Details
Bei dem von der NASA finanzierten Projekt Orbit@home sollten, ähnlich wie bei SETI@home, zuvor gesammelte Daten erst (Server-seitig) in kleine Arbeitseinheiten (englisch „Workunits“, kurz „WUs“) aufbereitet werden, um diese dann an die Client-Rechner zu verteilen, wo dann die eigentliche Auswertung der Arbeitseinheiten stattfinden sollte.
Wie das eigentliche Projektziel von Orbit@home, so hat man sich auch bei der Namensgebung offensichtlich am bekanntesten Verteilten-Rechnen-Projekt – SETI@home – orientiert.